# Vindspel (instrument)

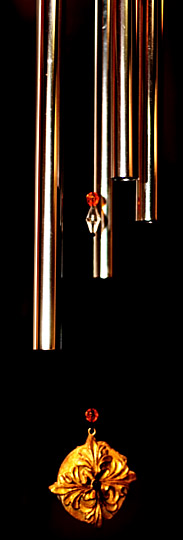
Vindspel

Vindspel är ett musikinstrument som består av en träplatta där metallstänger (eller rörklockor) av olika längd sitter monterade på undersidan. I mitten av plattan hänger ett snöre med en kula som fungerar som klubba och längst ner på detta snöre hänger en träbit som fungerar som vindfångare. När vinden rör vindfångaren slår kulan mot metallstängerna som då ljuder.
Inom bland annat feng shui och wicca så anser man att vindspelet trycker ner negativ energi där det hänger. Därför brukar man hänga det precis utanför en dörr. 